# Пфиффер, Казимир
Казимир Пфиффер фон Альтизхофен (нем. Casimir Pfyffer von Altishofen; 10 октября 1794, Рим — 11 ноября 1875, Люцерн) — швейцарский юрист, политик, публицист, судья, педагог, профессор юриспруденции в Люцерне, депутат Национального совета Швейцарии от Люцерна (1848—1863) и его президент в 1854/1855 году.

## Биография
Представитель дворянского рода Пфиффер. Потомок Людвига Пфиффера, известного, как «швейцарский король». Мэр Люцерна с 1832 по 1835 год, лидер люцернских либералов в XIX веке.
Когда иезуитская партия получила в Люцерне перевес, стал главой либерального меньшинства в кантоне.
С 1857 по 1871 год был членом Верховного суда Люцерна.

## Избранные публикации
- «Geschichte der Stadt und des Kantons Luzern» (Цюрих, 1850—1852)
- «Der Kanton Luzern», историко-географическое и статистическое описание (1858—1859);
- собрание его мелких статей появилось в 1866 г. в Цюрихе.